# Podproże
Podproże – element konstrukcyjny w formie belki konstrukcyjnej przenoszącej obciążenia na ścianę pod otworami w konstrukcji budowli (np. oknami, drzwiami). Stosowany rzadziej niż nadproże ze względu na mniejsze obciążenia konstrukcyjne spotykane w typowych obiektach. Często zintegrowany z wieńcem stropu lub fundamentem w przypadku parteru budynku. 
Bywa nieodzownym elementem modernizacji starych budynków, pozwalającym na równomierne rozłożenie nacisku nadbudowy na ławę fundamentową lub ścianę nośną niższej kondygnacji. Przykładowo, w modernizacjach secesyjnych kamienic polegających na tworzeniu dużych witryn sklepowych, na parterze budynku stosuje się kratownicę stalową okalającą otwór – pełniącą funkcję zarówno nadproża, podproża jak i systemu podpór.